# Шакировка (Башкортостан)
Шакировка, Шакир (баш. Шакир) — деревня в Архангельском районе Республики Башкортостан России. Административный центр Краснокуртовского сельсовета.

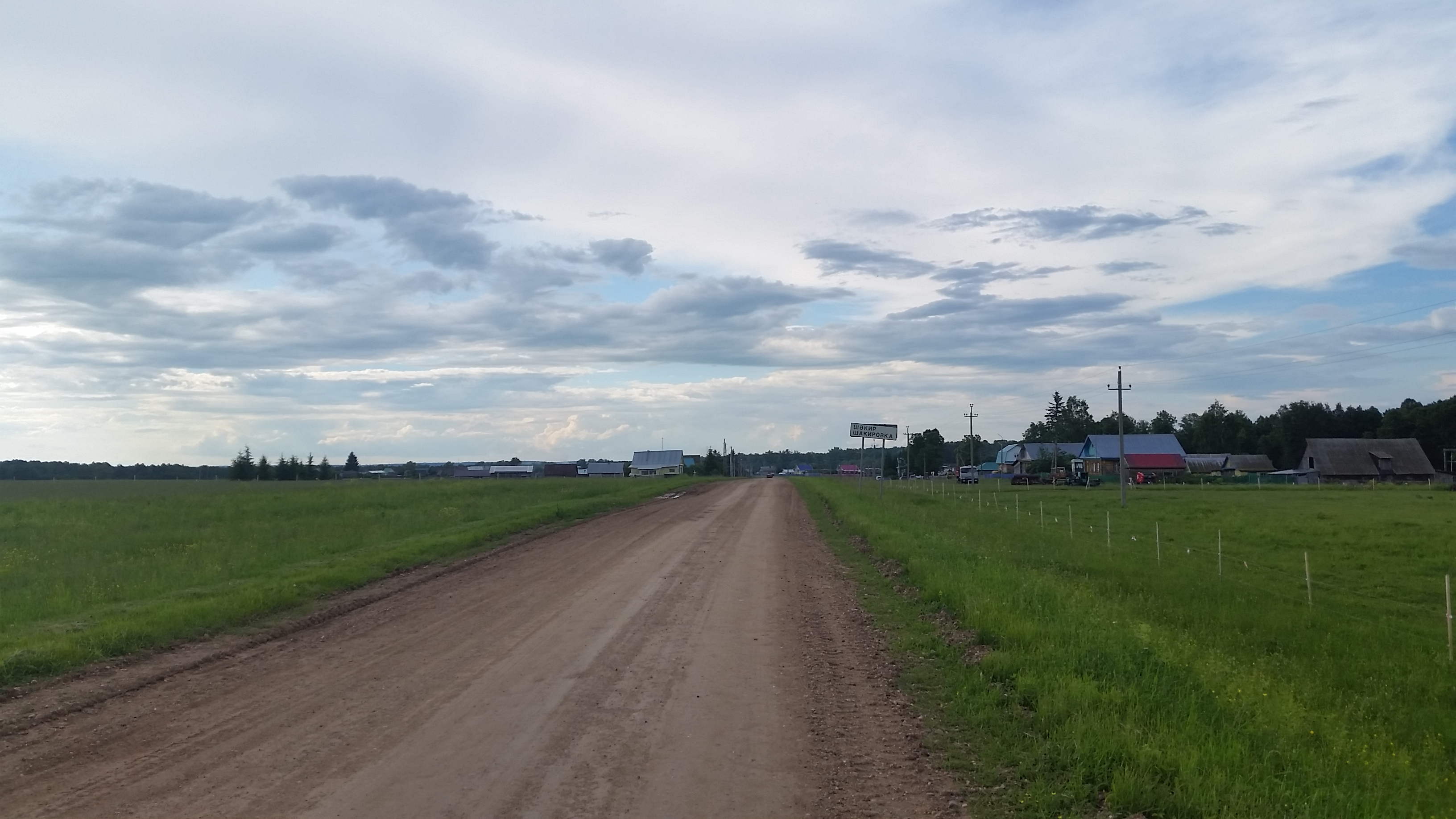
Подъезжая к Шакировке.

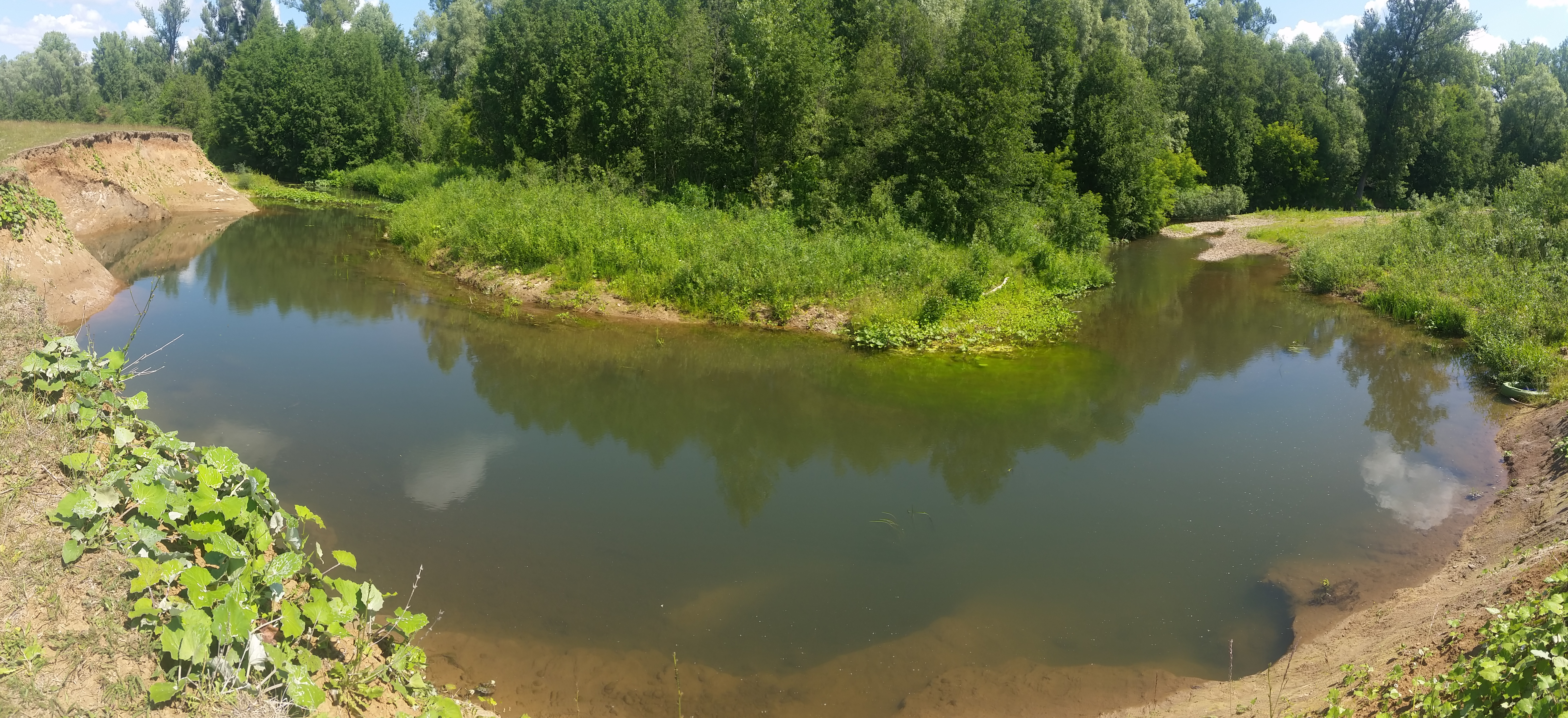
р.Курт у Шакировки

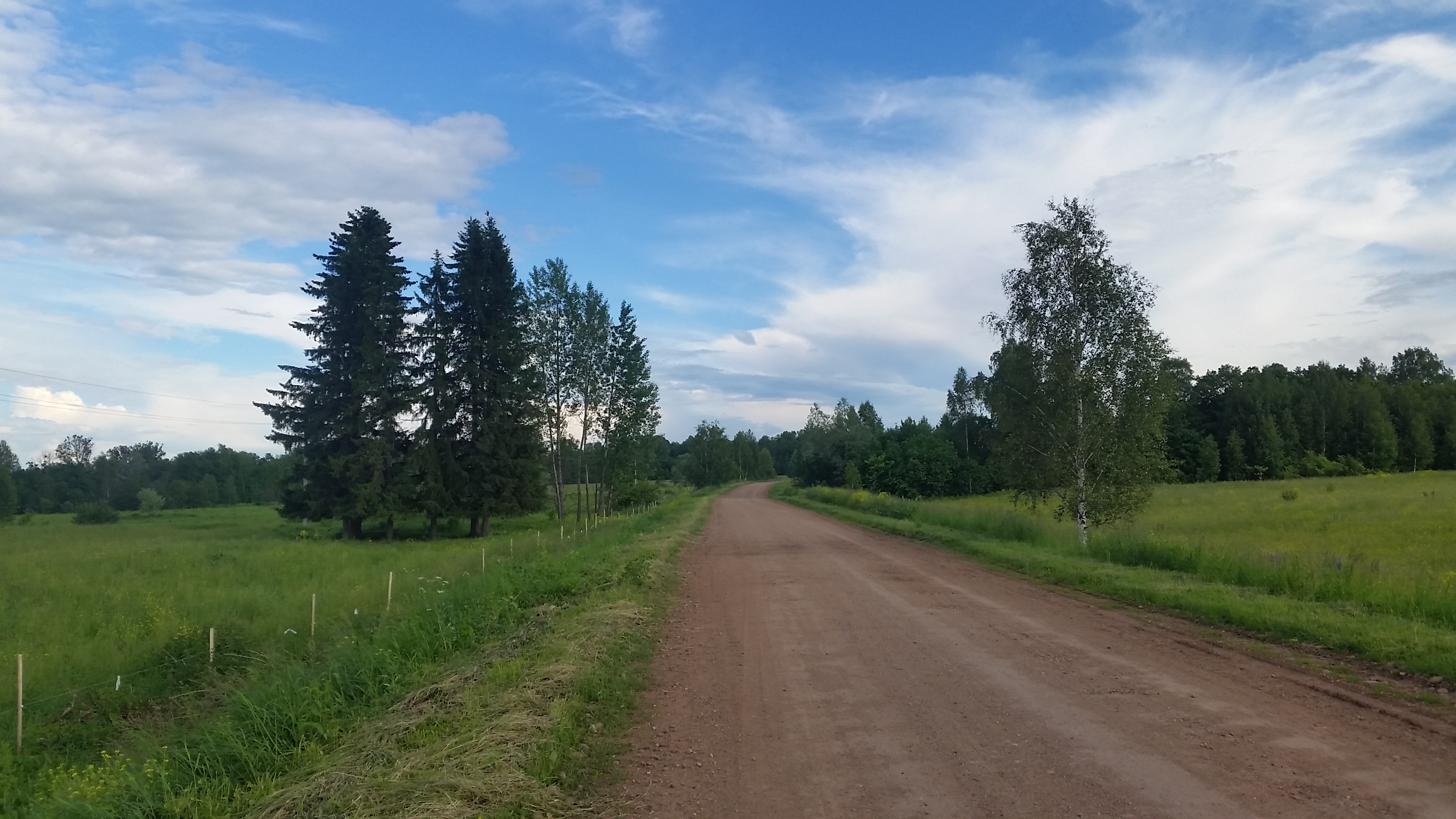
Здесь находилась деревня Казарма.

## География
Расположена на р. Курт (приток р. Сим).
Расстояние до:
- районного центра (Архангельское): 28 км,
- ближайшей железнодорожной станции (Приуралье): 32 км.

## История
Основана в 1905 году переселенцами-тептярами из села Акташ (Староакташево) Бишаул-Унгаровской волости Уфимского уезда. Название происходит от личного имени Шәкир/Шакир, но местные жители и их соседи часто называют её по памяти прошлого места жительства: Новый Акташ (Яңа Акташ).
Первая мечеть появилась в 1916 году.
По данным сельхоз переписи 1917-го года в деревне было 14 дворов и проживало 98 человек. На 14 дворов: купленной земли — 291 десятина (~318 гектар); под пашню использовалось 27 десятин (~29.5 гектар); под усадьбы (дом+двор) — 11,03 десятины (12 гектар). Арендовано под покосы: 26 десятин (28,4 гектара). Сеяли и выращивали овёс, просо и многолетние травы. В деревне на 1917 год была 21 лошадь, 1 жеребёнок, 19 коров, 16 телят, 30 овец, 10 ягнят, 1 коза. В 11 дворах был железный однолемешной плуг, в трёх — сепараторы, в двух дворах — веялки (одна из них арендованная).

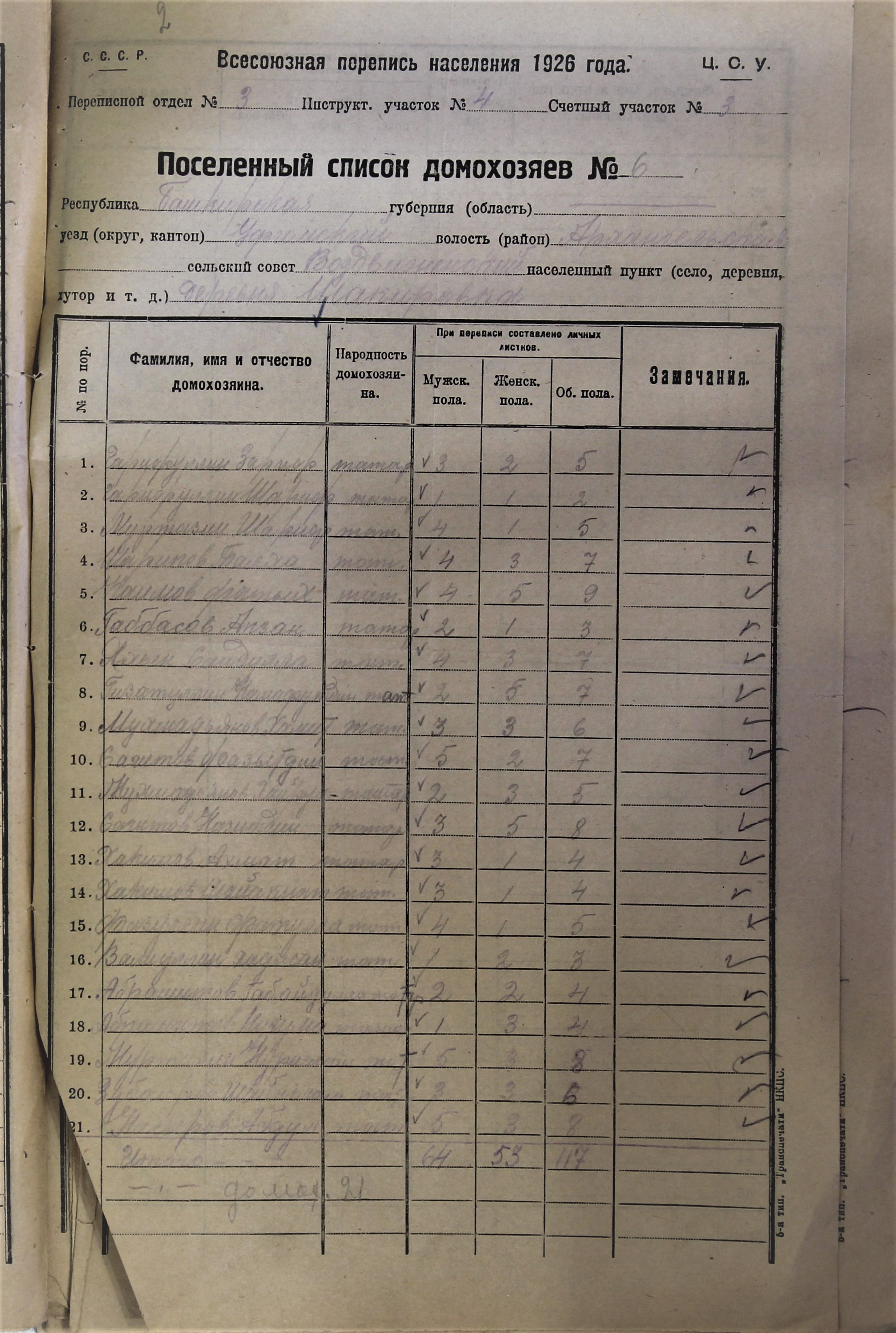
Перепись 1926 года, Шакировка (НАРБ Р-472 оп1 д565).

На 1926 год в Шакировке был 21 двор, проживало 117 человек (64 мужского, 53 женского пола) (НАРБ: фонд Р-472 опись 1 дело 565).

## Население
| 2002 | 2009 | 2010 |
| ---- | ---- | ---- |
| 128  | ↗146 | ↘126 |

Согласно переписи 2002 года, преобладающая национальность — татары (80 %).